# Старый колодец

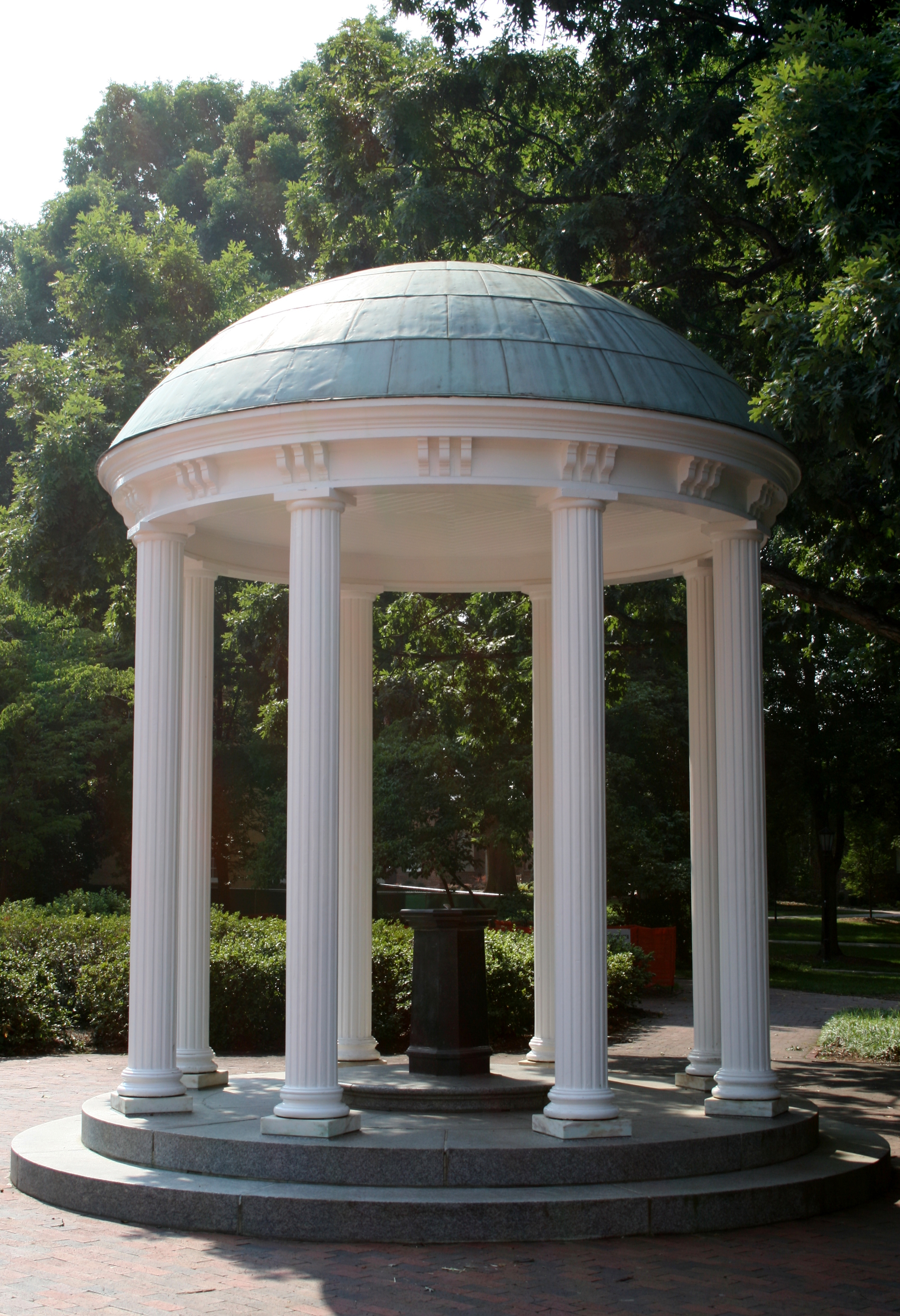
Ротонда в 2008 году

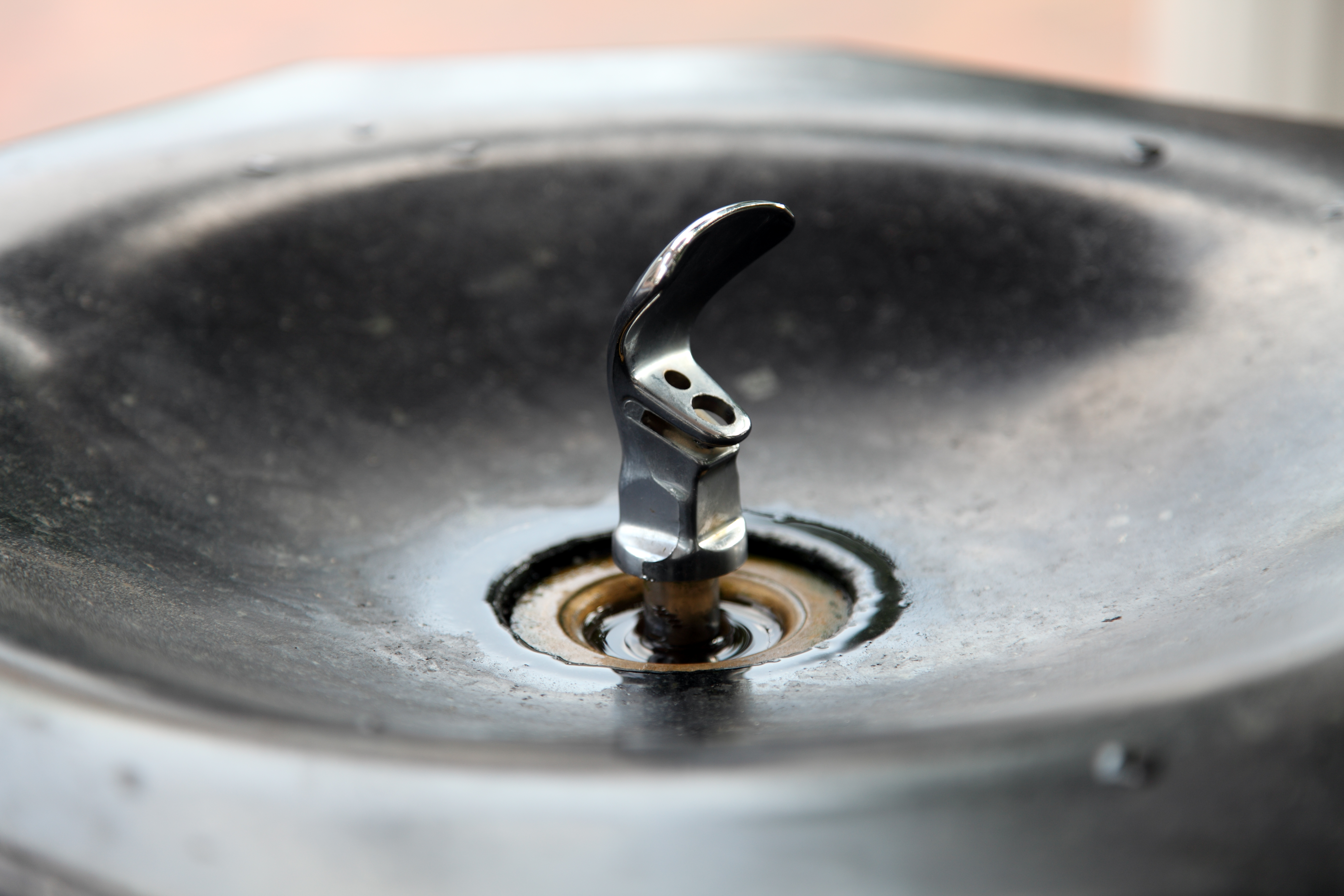
Питьевой фонтан

Старый колодец (англ. Old Well) ― неоклассическая ротонда на территории кампуса Университета Северной Каролины в Чапел-Хилле. По своей наружности повторяет Храм Любви в садах Версаля. В своём нынешнем виде была построена в 1897 году. Проект ротонды был разработан Юджином Льюисом Харрисом (1856―1901). Харрис был художником, выпускником Университета Северной Каролины в Чапел-Хилле 1881 года и занимал должность с университетского секретаря с 1894 по 1901 год. Строение является одним из самых старых и узнаваемых символов университета.
Старый колодец находится между зданиями общежитий Олд-ист и Олд-уэст. В течение многих лет он был единственным средством водоснабжения университета. В 1897 году, во время пребывания на посту ректора Эдвина А. Олдермена, колодец был полностью перестроен и получил свой нынешний вид. В 1954 году вокруг колодца были построены кирпичные стены, поставлены скамейки и высажены цветочные клумбы и деревья.
Сегодня прохожие могут пить из мраморного питьевого фонтана, который находится в центре ротонды. Традиция кампуса гласит, что студента, попробовавшего воду из фонтана в первый день учёбы, обязательно ожидает успех в учёбе.
Американское общество ландшафтных архитекторов признало Старый колодец национальным памятником и выдающимся объектом ландшафтной архитектуры. Старый колодец также является символом университета, его изображение присутствует на всей одежде, лицензированной университетом. Из-за своего статуса он однажды стал мишенью вандалов во время спортивных мероприятий между UNC и NCSU.